# II. třída okresu Nový Jičín 2003/2004
V soubojích fotbalové II. třídy okresu Nový Jičín 2003/2004, jedné ze skupin 8. nejvyšší fotbalové soutěže, se utkalo 14 týmů dvoukolovým systémem podzim – jaro. Tento ročník skončil v červnu 2004. Postup do I. B třídy Moravskoslezského kraje 2004/2005 si zajistil vítězný tým SK Velké Albrechtice, do III. třídy okresu Nový Jičín 2004/2005 sestoupil poslední tým TJ Niva Hladké Životice. 

## Výsledná tabulka
| Poř. | Tým                         | Z  | V  | R | P  | VG | OG | B  |
| ---- | --------------------------- | -- | -- | - | -- | -- | -- | -- |
| 1.   | SK Velké Albrechtice        | 26 | 19 | 3 | 4  | 72 | 29 | 60 |
| 2.   | FK Starý Jičín              | 26 | 18 | 4 | 4  | 93 | 28 | 58 |
| 3.   | TJ Mořkov                   | 26 | 17 | 3 | 6  | 59 | 28 | 54 |
| 4.   | Vagónka Studénka            | 26 | 13 | 6 | 7  | 63 | 31 | 45 |
| 5.   | Fotbal Fulnek „B“           | 26 | 13 | 2 | 11 | 54 | 47 | 41 |
| 6.   | TJ Slavoj Jeseník nad Odrou | 26 | 11 | 6 | 9  | 60 | 55 | 39 |
| 7.   | TJ Sokol Zbyslavice         | 26 | 11 | 5 | 10 | 45 | 54 | 38 |
| 8.   | FK Štramberk                | 26 | 11 | 4 | 11 | 55 | 56 | 37 |
| 9.   | TJ Trojanovice-Bystré       | 26 | 7  | 8 | 11 | 36 | 53 | 29 |
| 10.  | TJ Sokol Vražné             | 26 | 7  | 7 | 12 | 29 | 47 | 28 |
| 11.  | TJ Rybí                     | 26 | 7  | 6 | 13 | 50 | 67 | 27 |
| 12.  | TJ Slavia Stachovice        | 26 | 7  | 5 | 14 | 45 | 74 | 26 |
| 13.  | TJ Sokol Žilina             | 26 | 6  | 1 | 19 | 39 | 73 | 19 |
| 14.  | TJ Niva Hladké Životice     | 26 | 3  | 4 | 19 | 39 | 97 | 13 |

Poznámky:
- Z = Odehrané zápasy; V = Vítězství; R = Remízy; P = Prohry; VG = Vstřelené góly; OG = Obdržené góly; B = Body; (S) = Mužstvo sestoupivší z vyšší soutěže; (N) = Mužstvo postoupivší z nižší soutěže (nováček)

|  | Postup do I. B třídy Moravskoslezského kraje 2004/2005 |
|  | Sestup do III. třídy okresu Nový Jičín 2004/2005       |